# Самчук Зореслав Федорович
Самчук Зореслав Федорович (нар. 9 березня 1965, село Градиськ Маневицького району) — сучасний український вчений, філософ, політолог і публіцист, доктор філософських наук, академік АН ВО України (2010, Відділення філософії), провідний науковий співробітник Інституту вищої освіти НАПН України, заступник директора Міжнародного інституту гуманітарних технологій. Певний час працював завідувачем відділу політичного аналізу Головного управління з питань внутрішньої політики Адміністрації Президента України.

## Біографія
У 1989 році закінчив філософський факультет Київського державного університету імені Т. Г. Шевченка. Кандидатську дисертацію захистив 27 червня 1994 р. в спеціалізованій вченій раді Київського університету імені Тараса Шевченка за спеціальністю 09.00.03 – соціальна філософія та філософія історії. Докторську дисертацію захистив 25 березня 2010 року у спеціалізованій вченій раді Інституту вищої освіти НАПН України за спеціальністю 09.00.03 – соціальна філософія та філософія історії. Вчене звання старшого наукового співробітника зі спеціальності 09.00.03 – соціальна філософія та філософія історії присвоєно у 2009 році.
Трудову діяльність розпочав у 1989 році на посаді редактора літератури з філософії видавництва «Вища школа» (з 1991 року – видавництво „Либідь”).
З 2000 по 2003 рр. – провідний науковий співробітник відділу соціальних проблем вищої освіти та виховання студентської молоді Інституту вищої освіти АПН України.
У 2003–2005 рр. – керівник відділу політичного аналізу Головного управління з питань внутрішньої політики Адміністрації Президента України.
З 2005 по 2016 р. – головний науковий співробітник та завідувач відділу соціальних проблем вищої освіти в Інституті вищої освіти НАПН України.
В Інституті політичних і етнонаціональних досліджень імені І. Ф. Кураса НАН України працює з 2016 року на посаді головного наукового співробітника.
У 2014-2015 рр. – голова спеціалізованої вченої ради Д 26.456.01 із захисту докторських (кандидатських) дисертацій зі спеціальностей 09.00.03 – соціальна філософія і філософія історії та 09.00.10 – філософія вищої освіти.
Науковий керівник та консультант 4 докторських та 8 кандидатських захищених дисертацій.
У 2004-2005 роках – головний редактор наукового журналу „Актуальні проблеми внутрішньої політики” (видання Адміністрації Президента України).
Вчений секретар Української академії політичних наук. У 2008 році виконував обов’язки першого заступника голови громадської Науково-експертної колегії з проблем соціально-економічного розвитку при Кабінеті Міністрів України.
Заслужений діяч науки і техніки України (2015). Має відомчі відзнаки НАПН України – нагороджений Грамотою АПН України (2007 р.), Почесною грамотою АПН України (2010 р.), медаллю „Ушинський К. Д.” (2014 р.).

## Автореферати диссертацій
- http://www.lib.ua-ru.net/inode/7206.html
- http://www.lib.ua-ru.net/inode/7212.html
- https://web.archive.org/web/20080629084929/http://disser.com.ua/contents/8787.html

## Публікації
- Самчук З. Ф. Світоглядні основи соціально-філософського дослідження ідеології: проблема критеріїв та пріоритетів вибору/Зореслав Самчук Т. 1. — 2009
- Самчук З. Ф. Світоглядні основи соціально-філософського дослідження ідеології: проблема критеріїв та пріоритетів вибору/Зореслав Самчук Т. 2. — 2009
- Світоглядні азимути освітньої навігації в умовах сучасного суспільного простору України [Текст] / З. Самчук // Філософія освіти. — 2005. — N2. — С. 95-109
- http://www.vesna.org.ua/txt/vidrodzhenia/myhalchm/index.html Михальченко Микола, Самчук Зореслав. Україна доби межичасся. Блиск та убозтво куртизанів.
- http://www.ipiend.gov.ua/img/scholarly/file/nz_49_53.pdf%5Bнедоступне+посилання+з+квітня+2019%5D
- http://www.pravda.com.ua/rus/columns/2010/10/31/5518956/
- http://www.pravda.com.ua/rus/columns/2010/12/21/5698077/

## Наукове керівництво
- http://essuir.sumdu.edu.ua/bitstream/123456789/3407/1/58.pdf

## Адміністративна робота
- http://www.ihed.org.ua/index.php?option=com_content&task=view&id=40&Itemid=116%5Bнедоступне+посилання+з+жовтня+2019%5D

## Різні посилання
- Зореслав Самчук: «Гідність — понад усе…» Газета «Рідне місто» (Володимир-Волинський) 08 грудня 2011[недоступне посилання з липня 2019]
- http://www.bazaluk.com/book/files/97.doc%5Bнедоступне+посилання+з+липня+2019%5D
- http://zakon.nau.ua/doc/?uid=1149.243.0%5Bнедоступне+посилання+з+червня+2019%5D
- http://www.religion.in.ua/main/analitica/7601-kriza-lyudini-i-lyudina-krizi.html
- http://vyalov.com.ua/ru/gallery/1/%5Bнедоступне+посилання+з+липня+2019%5D
- http://hklib.npu.edu.ua/cgi-bin/irbis64r_71/cgiirbis_64.exe?Z21ID=&I21DBN=KST&P21DBN=KST&S21STN=1&S21REF=&S21FMT=fullwebr&C21COM=S&S21CNR=30&S21P01=0&S21P02=1&S21P03=A=&S21STR=Самчук,%20Зореслав%5Bнедоступне+посилання+з+вересня+2019%5D